# Your Love Is My Drug
"Your Love Is My Drug" är en låt av den amerikanska sångerskan Kesha, från debutalbumet Animal. Låten var den tredje från albumet att ges ut som singel. Singeln släpptes den 14 maj 2010. Låten skrevs under en flygresa av Kesha, Pebe Sebert och Ammo, och producerades av Dr. Luke, Benny Blanco och Ammo. Kesha har i en intervju sagt att låten har ett lättsamt budskap och därför inte bör tas på alltför stort allvar. Inspirationen till låten kom från hennes förhållande med en före detta pojkvän. I låten jämförs parets kärlek med en drog.
Kritikerna tog i allmänhet emot låten positivt. De berömde låtens hook men hade varierande åsikter vad gäller refrängen. Vissa berömde Keshas förmåga att skriva en bra poprefräng, medan andra ansåg att den var förutsägbar och tråkig. Innan låten släpptes som singel gick den in på listor i USA, Storbritannien och Kanada. Efter singelsläppet nådde den topp fem i Australien och USA, och topp tio i Kanada. I USA har singeln sålts i över tre miljoner exemplar.
Kesha framförde låten tillsammans med "Tik Tok" under ett avsnitt av TV-programmet Saturday Night Live den 17 april 2010. Under framträdandet var hon täckt med självlysande kroppsfärg. I musikvideon är Kesha i öknen där hon jagas av sin älskade. Tanken är att videon ska illustrera känslan av att förlora förståndet på grund av förälskelse, precis som av en drog. Videon innehåller animerade scener som inspirerades av The Beatles film Gul gul gul är vår undervattningsbåt.

## Bakgrund och komposition
Kesha skrev "Your Love Is My Drug" tillsammans med sin mor, Pebe Sebert och Joshua Coleman, mer känd som Ammo. Låten producerades av Dr. Luke, Benny Blanco och Ammo. I en intervju med MTV News sade Kesha att låten skrevs på tio minuter under en flygresa. Hon förklarar att den har ett lättsamt budskap och därför inte bör tas på för stort allvar. Låten slutar med att Kesha säger "I like your beard" ("Jag gillar ditt skägg"). I intervjun berättar hon att eftersom hon är från Nashville har hon alltid gillat skäggiga killar och lantis-looken. I en senare intervju med Portland Tribune sade hon att låten handlar om ett förhållande med en före detta pojkvän. Hon beskriver deras förhållande som "psykotiskt". De var som beroende av varandra, likt narkomaner, och träffades eller ringde varandra väldigt ofta. Även om musiken ter sig glad har texten enligt Kesha en mörk underton. Man kan bli så besatt av någon att man börjar bete sig konstigt. Hon avslutar med att säga att hon låten handlar om att bli kär, vara förälskad och att göra slut.
Genremässigt är "Your Love Is My Drug" danspop och electropop. Låten kombinerar Auto-Tune med en tung elektronisk instrumentation. Första versen börjar med att Kesha sjunger "Maybe I need some rehab / Or maybe just need some sleep / I've got a sick obsession / I'm seeing it in my dreams" ("Kanske behöver jag läggas in på rehabilitering / Eller kanske behöver jag bara lite sömn / Jag är sjukligt besatt / Jag ser det i mina drömmar"). Låttexten skildrar besattheten i ett förhållande. Kesha sjunger med en pratig sångstil och förlitar sig som vanligt på Auto-Tune. Sara Anderson på AOL Radio tycker att låten blandar tuggummipop med element från 1980-talets glamrock. Låten går i fyrtakt med ett tempo på 120 taktslag per minut (bpm). Den är komponerad i tonarten F♯-dur och sångmelodin rör sig mellan ettstrukna och tvåstrukna ciss (se lista över toner).

## Mottagande

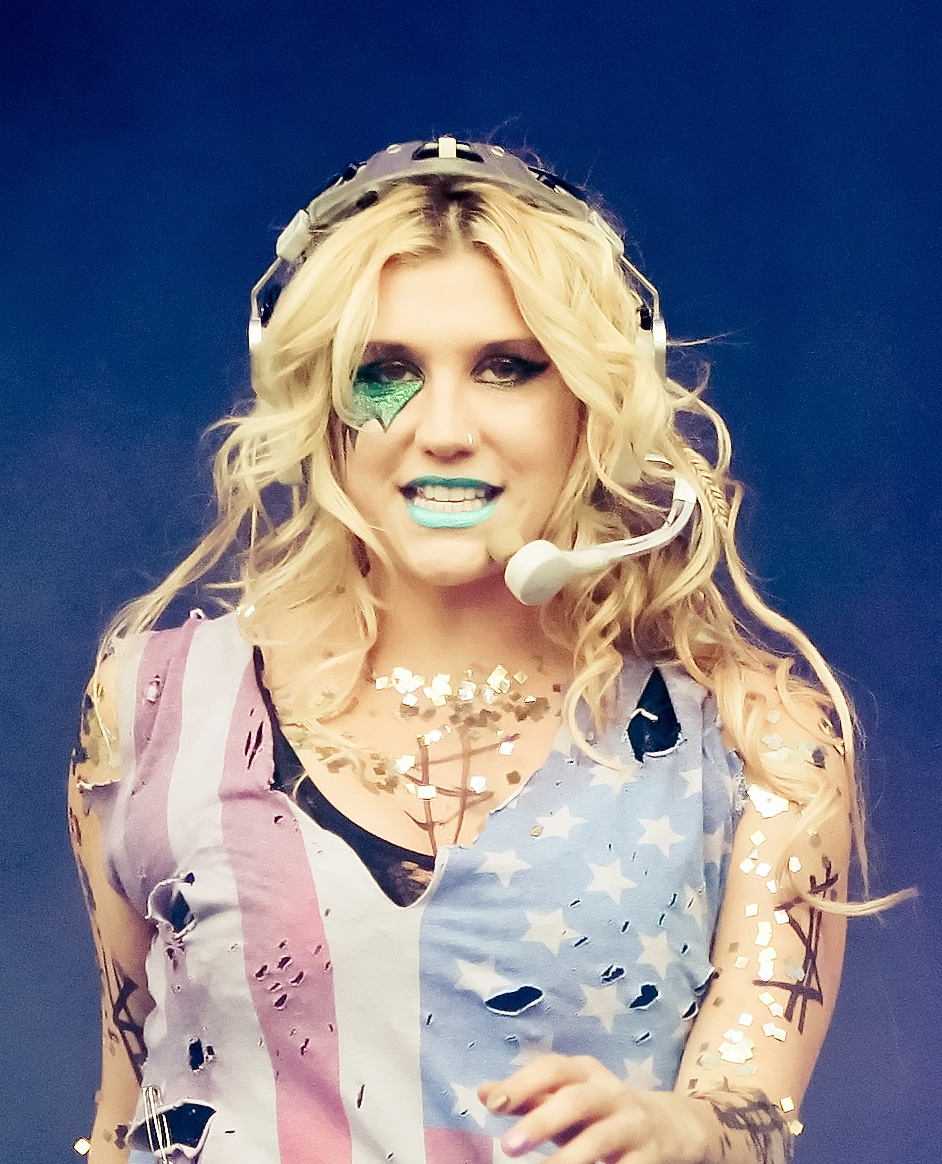
De flesta kritiker hyllade låtens refräng, men var oense när det gällde Keshas prat-sångstil.

Fraser McAlpine från BBC Music gav låten fyra av fem stjärnor och en blandad recension. Han hyllar Keshas förmåga att skriva en bra poprefräng. Han anser dock att Keshas singlar är för likartade och att albumets ballader skulle kunna påvisa en annan sida av Kesha för lyssnarna. Monica Herrera skriver i tidskriften Billboard att låten är full av glädje. I sin recension anser hon att refrängen är så stark att den kan fastna hos lyssnarna i flera dagar. Sara Anderson på AOL Radio kallar låten "lekfull". Hon hyllar Keshas utvikningar i talsång i verserna och skriver att refrängen låter Cyndi Lauper-inspirerad. Nate Adams från No Ripcord kallar den en rolig discolåt och en potentiell hitsingel.
Bill Lamb på About.com gav låten tre av fem stjärnor och är mer kritisk i sin recension. Han gillar den positiva och bitvis underfundiga texten, men tycker att refrängen är förutsägbar och lite irriterande. Lamb tycker inte om Keshas prat-sångstil och skriver att låten inte gör honom förväntansfull inför hennes nästa singel. En mer positiv recension kom från Robert Copsey på den brittiska webbplatsen Digital Spy. Han gav låten fyra av fem stjärnor i sin recension och skriver att den skiljer sig från Keshas tidigare singlar. Han tycker att refrängen är oemotståndlig och menar att den kan fastna hos lyssnare i timmar.

## Listframgångar
Tack vare digitala nedladdningar i januari 2010 placerade sig "Your Love Is My Drug" på listorna i USA, Kanada och Storbritannien som nummer 27, 48, respektive 63. I USA låg låten kvar på Billboard Hot 100 i sex veckor. Den 3 april 2010 kom låten tillkaka på listan som nummer 91. Låtens placering steg stadigt under de kommande veckorna och den nådde till slut fjärde plats, där den stannade i två veckor. Den var den tredje av Keshas singlar att hamna bland de tio översta singlarna på listan. I juni 2010 nådde låten första plats på listan Pop Songs. "Your Love Is My Drug" hamnade också på första plats på listan Hot Dance Club Songs. I september 2010 certifierades singeln dubbel platina av Recording Industry Association of America (RIAA) för två miljoner sålda exemplar. I januari 2012 hade låten sålts i tre miljoner digitala exemplar i USA.
I Kanada låg låten på listan Canadian Hot 100 i sex veckor innan den föll bort. Den 13 mars 2010 kom den tillbaka som nummer 93. Den steg på listan i ett antal veckor och nådde till slut sjätte plats, där den låg i fyra veckor. I Storbritannien gick låten in som nummer 63 på UK Singles Chart och föll bort veckan därpå. Den 16 maj 2010 var den tillbaka som nummer 60. Fyra veckor senare nådde den plats 13, vilket blev dess högsta placering. Den 29 mars 2010 gick "Your Love Is My Drug" in som nummer 29 på Nya Zeelands singellista. Den 17 maj 2010 nådde den plats 15. Singeln har sedan dess certifierats guld av Recording Industry Association of New Zealand (RIANZ) för 7 500 sålda exemplar. I Australien gick låten in som nummer 25 och hamnade på tredje plats den 6 juni 2010. Singeln har certifierats platina av Australian Recording Industry Association (ARIA) för 70 000 sålda exemplar. "Your Love Is My Drug" nådde även topp tjugo i Belgien (Vallonien), Ungern, Slovakien, Irland, Skottland, Österrike och Tyskland. Låten låg aldrig på Sverigetopplistan, men singeln certifierades guld av Grammofonleverantörernas förening (GLF) för 10 000 sålda exemplar.

## Musikvideo

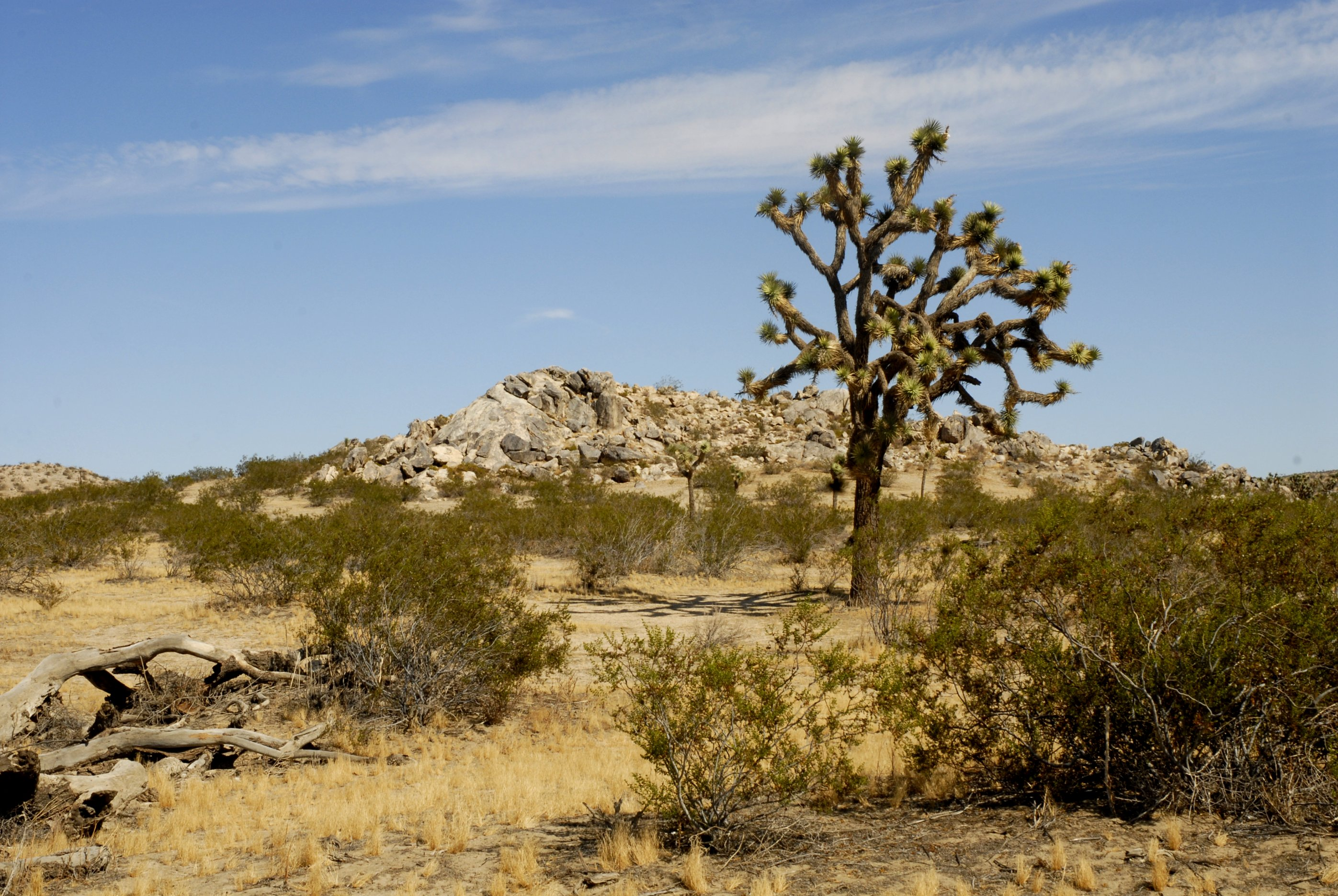
Musikvideon för "Your Love Is My Drug" spelades in i öknen utanför Lancaster, Kaliforninen.

Låtens musikvideo regisserades av Honey. Den spelades in i öknen utanför Lancaster, Kalifornien mellan den 6 och 7 april 2010. I en intervju med MTV News berättade Kesha att hon ville att videon skulle vara som en psykedelisk resa i tanken. Hon jämförde det med att vara så förälskad i någon att man blir galen. I en annan intervju avslöjade hon att hon älskar djur och därför ville ha med djur i videon. De animerade avsnitten i videon inspirerades av The Beatles film Gul gul gul är vår undervattningsbåt. Videon hade premiär den 13 maj 2010 på videotjänsten Vevo. Marc-Edouard Leon från regissörsteamet Skinny spelar Keshas älskade i videon.
Videon börjar med att Kesha vaknar bredvid sin älskade (Leon) i öknen. Hon börjar springa och han jagar henne. Medan hon går genom öknen visas andra scener. I en scen rider hon på en elefant och i en annan ligger hon i sanden med en tigermask för ansiktet. Därefter står hon i en båt i öknen, som hennes älskade ror. Efter ett tag dyker animerat vatten upp. Det övergår i ett animerat avsnitt där Kesha är en sjöjungfru som kysser mannen. I nästa scen går Kesha genom öknen medan mannen står och tittar på henne från en klippa. Därefter dansar Kesha i en grotta, med självlysande kroppsmålningar och en pytonorm runt halsen. I den sista scenen sitter Kesha och mannen vid en lägereld i öknen.
James Montgomery från MTV News betecknar videon som ett perfekt ackompanjemang till låten. Han skriver att den inte är helt begriplig, men menar att det inte spelar någon större roll eftersom den bevisar att man inte behöver tänka för stort eller för mycket. Montgomery avslutar sin recension med att skriva att man kan anklaga Kesha för många saker, men inte för att hon inte är smart.

## Liveframträdanden
Kesha framförde låten i ett avsnitt av Saturday Night Live den 17 april 2010. Under framträdandet var hon täckt med självlysande kroppsmålningar och uppträdde i dämpad belysning. Den 29 maj 2010 framförde hon låten tillsammans med förra singeln "Tik Tok" på MTV Video Music Awards i Japan. Hon uppträdde också med "Your Love Is My Drug" på Big Weekend på BBC Radio 1. Den 13 augusti 2010 framfördes låten tillsammans med "Tik Tok" och "Take It Off" på The Today Show på NBC. Kesha framförde "Your Love Is My Drug" på sin turné Get Sleazy Tour (2011).

## Låtlistor
| - Australisk CD-singel 1. "Your Love Is My Drug" – 3:06 2. "Your Love Is My Drug" (Instrumental) – 3:06 - Digital nedladdning 1. "Your Love Is My Drug" – 3:06 2. "Your Love Is My Drug" (Dave Audé Radio) – 3:49 | - Digital EP 1. "Your Love Is My Drug" – 3:06 2. "Your Love Is My Drug" (Dave Audé Radio) – 3:49 3. "Your Love Is My Drug" (Bimbo Jones Radio) – 3:07 4. "Your Love Is My Drug" (Musikvideo) – 3:28 |

## Medverkande
- Låtskrivare – Kesha Sebert, Pebe Serbert, Joshua Coleman
- Produktion – Dr. Luke, Benny Blanco, Ammo
- Instrument och programmering – Dr. Luke, Benny Blanco, Ammo
- Rösteffekt – Emily Wright
- Inspelning – Vanessa Silberman, Megan Dennis, Becky Scott
- Ljudtekniker – Emily Wright, Matt Beckley

Källa

## Topplistor och certifikat
| Topplista (2010)                             | Högsta position |
| -------------------------------------------- | --------------- |
| Australien (ARIA)                            | 3               |
| Belgien (Ultratip Vallonien)                 | 2               |
| Belgien (Ultratop 50 Flandern)               | 27              |
| Danmark (Tracklisten)                        | 34              |
| European Hot 100 Singles                     | 34              |
| Irland (IRMA)                                | 10              |
| Japan (Japan Hot 100)                        | 33              |
| Kanada (Canadian Hot 100)                    | 6               |
| Nederländerna (Nederlandse Top 40)           | 22              |
| Nya Zeeland (RIANZ)                          | 15              |
| Schweiz (Media Control AG)                   | 34              |
| Skottland (The Official Charts Company)      | 11              |
| Slovakien (IFPI)                             | 9               |
| Spanien (PROMUSICAE)                         | 23              |
| Storbritannien (The Official Charts Company) | 13              |
| Tjeckien (IFPI)                              | 21              |
| Tyskland (Media Control AG)                  | 19              |
| Ungern (Rádiós Top 40)                       | 7               |
| USA Billboard Hot 100                        | 4               |
| USA Hot Dance Club Songs (Billboard)         | 1               |
| USA Pop Songs (Billboard)                    | 1               |
| Österrike (Ö3 Austria Top 40)                | 12              |

| Topplista (2010)         | Position |
| ------------------------ | -------- |
| Australiska singellistan | 51       |
| Canadian Hot 100         | 23       |
| Ungerska singellistan    | 72       |
| USA Billboard Hot 100    | 28       |
| USA Billboard Pop Songs  | 13       |

| Land        | Certifikat |
| ----------- | ---------- |
| Australien  | Platina    |
| Nya Zeeland | Guld       |
| Sverige     | Guld       |
| USA         | 2× Platina |

## Utgivningshistorik
| Land           | Datum         | Format              |
| -------------- | ------------- | ------------------- |
| USA            | 20 april 2010 | Radio               |
| Sydkorea       | 14 maj 2010   | Digital nedladdning |
| Australien     | 21 maj 2010   | CD-singel           |
| Storbritannien | 6 juni 2010   | Digital nedladdning |
| Storbritannien | 6 juni 2010   | Digital EP          |

### Fotnoter
1. 1 2 3  Montgomery, James (5 maj 2010). ”Kesha Calls 'Your Love Is My Drug' Video 'A Psychedelic Trip Of The Mind'” (på engelska). MTV News. MTV Networks (Viacom). Arkiverad från originalet den 9 maj 2010. https://web.archive.org/web/20100509170835/http://www.mtv.com/news/articles/1638430/20100504/_kesha_.jhtml. Läst 2 augusti 2011.
2. ↑  Vondersmith, Jason (27 januari 2011). ”10 Questions for Kesha” (på engelska). Portland Tribune. Arkiverad från originalet den 2 februari 2011. https://web.archive.org/web/20110202083930/http://portlandtribune.com/features/story_2nd.php?story_id=129608174266747000. Läst 4 mars 2011.
3. 1 2 3 4  Lamb, Bill (2 maj 2010). ”Kesha Your Love Is My Drug Single Review” (på engelska). About.com. The New York Times Company. Arkiverad från originalet den 19 maj 2010. https://web.archive.org/web/20100519174141/http://top40.about.com/od/singles/gr/keshayourloveismydrug.htm. Läst 2 augusti 2011.
4. 1 2  "Kesha, 'Your Love Is My Drug' – Composition Sheet Music". Musicnotes.com. Alfred Publishing.
5. ↑  ”Billboard singles reviews: Kesha, B.o.B” (på engelska). Reuters. 30 april 2010. http://www.reuters.com/article/idUSTRE63T5H020100430. Läst 2 augusti 2011.
6. 1 2 3 4  Anderson, Sara (29 mars 2010). ”Kesha 'Your Love Is My Drug' – New Song” (på engelska). AOL Radio. AOL Inc. http://www.aolradioblog.com/2010/03/29/kesha-your-love-is-my-drug/. Läst 2 augusti 2011.
7. ↑  McAlpine, Fraser (3 juni 2010). ”Kesha – 'Your Love Is My Drug'” (på engelska). BBC Chart Blog. BBC Music. British Broadcasting Corporation. http://www.bbc.co.uk/blogs/chartblog/2010/06/keha_your_love_is_my_drug.shtml. Läst 2 augusti 2011.
8. ↑  Herrera, Monica (1 juni 2010). ”Kesha – Animal – Album Review” (på engelska). Billboard. Prometheus Global Media. http://www.billboard.com/new-releases#/new-releases/ke-ha-animal-1004056550.story. Läst 2 augusti 2011.
9. ↑  Adams, Nate (19 januari 2010). ”Ke$ha: Animal” (på engelska). No Ripcord. http://www.noripcord.com/reviews/music/kesha/animal. Läst 20 maj 2012.
10. ↑  Copsey, Robert (7 juni 2010). ”Kesha: 'Your Love Is My Drug'” (på engelska). Digital Spy. Hachette Filipacchi UK. http://www.digitalspy.co.uk/music/singlesreviews/a221893/keha-your-love-is-my-drug.html. Läst 2 augusti 2011.
11. ↑  ”Ke$ha Album & Song Chart History” (på engelska). Billboard. Prometheus Global Media. http://www.billboard.com/#/charts/hot-100?chartDate=2010-01-12. Läst 2 augusti 2011.
12. ↑  ”Canadian Hot 100 Entry” (på engelska). Billboard. Prometheus Global Media. http://www.billboard.com/#/charts/canadian-hot-100?chartDate=2010-05-10. Läst 2 augusti 2011.
13. 1 2 3  ”Chart Stats - Kesha - Your Love Is My Drug” (på engelska). UK Singles Chart. Chart Stats. Arkiverad från originalet den 28 augusti 2010. https://web.archive.org/web/20100828193119/http://www.chartstats.com/songinfo.php?id=34750. Läst 2 augusti 2011.
14. ↑  ”Ke$ha Album & Song Chart History” (på engelska). Billboard. Prometheus Global Media. http://www.billboard.com/#/charts/hot-100?chartDate=2010-04-09. Läst 2 augusti 2011.
15. 1 2 3 4  ”Kesha Your Love Is My Drug Billboard Charts” (på engelska). Billboard. Prometheus Global Media. Arkiverad från originalet den 8 december 2012. https://archive.is/20121208192239/http://www.billboard.com/song/ke-ha/your-love-is-my-drug/17503058%23/song/ke-ha/your-love-is-my-drug/17503058. Läst 2 augusti 2011.
16. ↑  Trust, Gary (6 juni 2010). ”Chart Beat Wednesday: Ke$ha, Phil Collins, Phoenix” (på engelska). Billboard. Prometheus Global Media. Arkiverad från originalet den 11 juni 2011. https://web.archive.org/web/20110611014954/http://www.billboard.com/artist/ke-ha/1123106#/news/chart-beat-wednesday-ke-ha-phil-collins-1004096363.story. Läst 2 augusti 2011.
17. ↑  ”Kesha - Your Love Is My Drug - Billboard Hot Dance Club Songs” (på engelska). Billboard. Prometheus Global Media. http://www.billboard.com/charts/dance-club-play-songs#/charts/dance-club-play-songs?chartDate=2010-08-07. Läst 2 augusti 2011.
18. 1 2  ”Gold & Platinum: Kesha Singles and Albums” (på engelska). Recording Industry Association of America. Arkiverad från originalet den 15 september 2013. https://web.archive.org/web/20130915103138/http://www.riaa.com/goldandplatinumdata.php?resultpage=1&table=SEARCH_RESULTS&action=&title=&artist=Ke%24ha&format=&debutLP=&category=&sex=&releaseDate=&requestNo=&type=&level=&label=&company=&certificationDate=&awardDescription=&catalogNo=&aSex=&rec_id=&charField=&gold=&platinum=&multiPlat=&level2=&certDate=&album=&id=&after=&before=&startMonth=1&endMonth=1&startYear=1958&endYear=2010&sort=Artist&perPage=25. Läst 2 augusti 2011.
19. ↑  Grein, Paul (4 januari 2012). ”Week Ending Jan. 1, 2012. Songs: LMFAO Beats Everybody” (på engelska). Chart Watch. Yahoo! Inc. http://music.yahoo.com/blogs/chart-watch/week-ending-jan-1-2012-songs-lmfao-beats-002955103.html. Läst 20 maj 2012.
20. ↑  ”Canadian Hot 100 – Week of March 13, 2010” (på engelska). Billboard. Prometheus Global Media. http://www.billboard.com/#/charts/canadian-hot-100?chartDate=2010-03-13&order=gainer. Läst 2 augusti 2011.
21. 1 2  ”Ke$ha Album & Song Chart History - Japan Hot 100” (på engelska). Billboard. Prometheus Global Media. http://www.billboard.com/#/artist/Ke%24ha/chart-history/1308564?f=848&g=Singles. Läst 2 augusti 2011.
22. 1 2  ”Charts.org.nz - Ke$ha - Your Love Is My Drug” (på engelska). Top 40 Singles. Hung Medien. http://www.charts.org.nz/showitem.asp?interpret=Ke%24ha&titel=Your+Love+Is+My+Drug&cat=s. Läst 2 augusti 2011.
23. 1 2  ”May 2 2010: Radio Scope” (på engelska). Recording Industry Association of New Zealand. Arkiverad från originalet den 24 augusti 2011. https://archive.is/20110824195845/http://www.radioscope.net.nz/index.php?option=com_content&task=view&id=77&Itemid=61. Läst 2 augusti 2011.
24. 1 2  ”australian-charts.com - Kesha - Your Love Is My Drug” (på engelska). ARIA Charts. Hung Medien. http://www.australian-charts.com/showitem.asp?interpret=Ke%24ha&titel=Your+Love+Is+My+Drug&cat=s. Läst 2 augusti 2011.
25. 1 2  ”ARIA Charts — Accreditations – 2010 Singles” (på engelska). Australian Recording Industry Association. http://www.aria.com.au/pages/httpwww.aria.com.auaccreds2010.htm. Läst 2 augusti 2011.
26. 1 2 3 4 5  ”swedishcharts.com - Kesha - Your Love Is My Drug” (på engelska). Sverigetopplistan. Hung Medien. http://www.swedishcharts.com/showitem.asp?interpret=Ke%24ha&titel=Your+Love+Is+My+Drug&cat=s. Läst 2 augusti 2011.
27. 1 2  ”Archívum - Slágerlisták - MAHASZ - Magyar Hanglemezkiadók Szövetsége” (på ungerska). Rádiós Top 40 játszási lista. Magyar Hanglemezkiadók Szövetsége. http://www.mahasz.hu/?menu=slagerlistak&menu2=archivum&lista=radios&ev=2010&het=33&submit_=Keres%E9s. Läst 2 augusti 2011.
28. 1 2  ”SNS IFPI” (på slovakiska). Hitparáda - RADIO TOP100 Oficiálna. IFPI Czech Republic. Arkiverad från originalet den 10 januari 2007. https://web.archive.org/web/20070110021817/http://www.ifpicr.cz/hitparadask/index.php?hitp=R. Läst 2 augusti 2011. Not: Läsaren måste välja '201022'.
29. 1 2  ”Chart Track” (på engelska). Irish Singles Chart. GfK. Arkiverad från originalet den 14 september 2017. https://web.archive.org/web/20170914035018/http://www.chart-track.co.uk/index.jsp?c=p%2Fmusicvideo%2Fmusic%2Farchive%2Findex_test.jsp&ct=240001&arch=t&lyr=2010&year=2010&week=23. Läst 2 augusti 2011.
30. 1 2  ”Archive Chart” (på engelska). Scottish Singles Top 40. The Official Charts Company. http://www.theofficialcharts.com/archive-chart/_/22/2010-06-19. Läst 2 augusti 2011.
31. 1 2  ”Chartverfolgung / Kesha / Single” (på tyska). Media Control Charts. PhonoNet GmbH. http://musicline.de/de/chartverfolgung_summary/artist/Kesha/?type=single. Läst 2 augusti 2011.
32. 1 2  ”Guld och platina 2010” (PDF). IFPI Sverige. Grammofonleverantörernas förening. Arkiverad från originalet den 28 januari 2012. https://web.archive.org/web/20120128221702/http://www.ifpi.se/wp/wp-content/uploads/%C3%85r-2010.pdf. Läst 2 augusti 2011.
33. ↑  Gottlieb, Steven (2 april 2010). ”Music Video News: BOOKED: Kesha – Honey, dir” (på engelska). Video Static. http://www.videostatic.com/vs/2010/04/booked-keha-honey-dir.html. Läst 2 augusti 2011.
34. ↑  Vena, Jocelyn (9 april 2010). ”Ke$ha Hits The Desert For 'Your Love Is My Drug' Video” (på engelska). MTV News. MTV Networks. Arkiverad från originalet den 12 april 2010. https://web.archive.org/web/20100412081322/http://www.mtv.com/news/articles/1635824/20100409/_kesha_.jhtml. Läst 2 augusti 2011.
35. ↑  Vena, Jocelyn (19 april 2010). ”Kesha Dances With Snakes For 'Your Love Is My Drug' Video” (på engelska). MTV News. MTV Networks. Arkiverad från originalet den 24 april 2010. https://web.archive.org/web/20100424211454/http://www.mtv.com/news/articles/1637253/20100416/_kesha_.jhtml. Läst 2 augusti 2011.
36. ↑  ”Kesha 'Your Love Is My Drug' Video Debut” (på engelska). WNCFTV. Arkiverad från originalet den 18 juli 2011. https://web.archive.org/web/20110718074348/http://www.wncftv.com/news/entertainment/?feed=bim&id=93573649. Läst 2 augusti 2011.
37. ↑  Brown, August (6 maj 2011). ”Kesha has a very sober side” (på engelska). Los Angeles Times. Tribune Company. http://articles.latimes.com/2011/may/06/entertainment/la-et-kesha-20110506. Läst 20 maj 2012.
38. 1 2  Montgomery, James (13 maj 2010). ”Kesha Your Love Is My Drug Video Release” (på engelska). MTV News. MTV Networks. Arkiverad från originalet den 16 maj 2010. https://web.archive.org/web/20100516140928/http://www.mtv.com/news/articles/1639103/20100513/_kesha_.jhtml. Läst 2 augusti 2011.
39. ↑  Avalos, Regina (13 maj 2010). ”Kesha Your Love Is My drug Video Background” (på engelska). Entertainment Gather. Arkiverad från originalet den 22 juli 2011. https://web.archive.org/web/20110722062623/http://entertainment.gather.com/viewArticle.action?articleId=281474978234796. Läst 2 augusti 2011.
40. ↑  Tomio, Jay (18 april 2010). ”Kesha Saturday Night Live Performance” (på engelska). BSC. http://www.bscreview.com/2010/04/kesha-your-love-is-my-drug-on-saturday-night-live-video/. Läst 2 augusti 2011.
41. ↑  Conan, Brian (29 maj 2010). ”Miley Cyrus Gets Revealing, Ke$ha Looks Ridiculous in Concert” (på engelska). Headline Planet. http://headlineplanet.com/home/2010/05/29/miley-cyrus-gets-revealing-keha-looks-ridiculous-in-concert/. Läst 2 augusti 2011.
42. ↑  ”BBC - Radio 1's Big Weekend - Ke$ha” (på engelska). BBC. http://www.bbc.co.uk/radio1/bigweekend/2010/artists/kesha/. Läst 2 augusti 2011.
43. ↑  ”Spotted: Ke$ha Heats Up 'Today'” (på engelska). MTV Newsroom. MTV Networks. Arkiverad från originalet den 24 maj 2012. https://archive.is/20120524232433/http://newsroom.mtv.com/2010/08/13/kesha-today-show/. Läst 2 augusti 2011.
44. ↑  Davies, Bree (20 februari 2011). ”Ke$ha at Fillmore Auditorium, 2/19/11” (på engelska). Denver Westword. Arkiverad från originalet den 16 juli 2012. https://www.webcitation.org/69BwVNK7c?url=http://blogs.westword.com/backbeat/2011/02/last_night_keha_at_the_fillmor.php. Läst 27 juli 2011.
45. ↑  ”Your Love Is My Drug (Australian CD Release and Tracklisting)” (på engelska). Music Shop. Arkiverad från originalet den 5 november 2013. https://web.archive.org/web/20131105070034/http://www.musicshop.com.au/kesha-your-love-is-my-drug-cd-single.html. Läst 2 augusti 2011.
46. 1 2  ”Your Love Is My Drug (United Kingdom Single Tracklisting)” (på engelska). iTunes Store. Apple, Inc. Arkiverad från originalet den 4 november 2010. https://web.archive.org/web/20101104112342/http://itunes.apple.com/gb/album/your-love-is-my-drug-single/id374879127. Läst 2 augusti 2011.
47. 1 2  ”Your Love Is My Drug (United Kingdom EP Tracklisting)” (på engelska). iTunes Store. Apple, Inc. http://itunes.apple.com/gb/album/your-love-is-my-drug-ep/id375973704. Läst 2 augusti 2011.
48. ↑  Albumnoter för Animal av Kesha [häfte]. RCA Records.
49. ↑  ”Ke$ha Album & Song Chart History - European Hot 100 Singles” (på engelska). Billboard. Prometheus Global Media. http://www.billboard.com/#/artist/Ke%24ha/chart-history/1308564?f=349&g=Singles. Läst 2 augusti 2011.
50. ↑  ”Ke$ha Album & Song Chart History - Canadian Hot 100” (på engelska). Billboard. Prometheus Global Media. http://www.billboard.com/#/artist/Ke%24ha/chart-history/1308564?f=793&g=Singles. Läst 2 augusti 2011.
51. ↑  ”Nederlandse Top 40 - week 22, 2010” (på nederländska). Stichting Nederlandse Top 40. http://www.top40.nl/index.aspx?week=22&jaar=2010. Läst 2 augusti 2011.
52. ↑  ”swisscharts.com - Kesha - Your Love Is My Drug” (på engelska). Swiss Singles Chart. Hung Medien. http://www.swisscharts.com/showitem.asp?interpret=Ke%24ha&titel=Your+Love+Is+My+Drug&cat=s. Läst 2 augusti 2011.
53. ↑  ”spanishcharts.com - Kesha - Your Love Is My Drug” (på engelska). Canciones Top 50. Hung Medien. Arkiverad från originalet den 2 augusti 2017. https://web.archive.org/web/20170802010101/http://www.spanishcharts.com/showitem.asp?interpret=Ke%24ha&titel=Your+Love+Is+My+Drug&cat=s. Läst 2 augusti 2011.
54. ↑  ”ČNS IFPI” (på tjeckiska). Hitparáda – Radio Top100 Oficiální. IFPI Czech Republic. Arkiverad från originalet den 2 oktober 2011. https://www.webcitation.org/query?url=http%3A%2F%2Fwww.ifpicr.cz%2Fhitparada%2Findex.php%3Fhitp%3DR&date=2011-10-02. Läst 2 augusti 2011. Not: Läsaren måste välja '201024'.
55. ↑  ”ARIA Charts – End Of Year Charts – Top 100 Singles 2010” (på engelska). Australian Recording Industry Association. http://www.aria.com.au/pages/aria-charts-end-of-year-charts-top-100-singles-2010.htm. Läst 3 augusti 2011.
56. ↑  ”Best Of 2010 Canadian Hot 100 Songs” (på engelska). Billboard. Prometheus Global Media. http://www.billboard.com/#/charts-year-end/canadian-hot-100?year=2010&begin=41&order=position. Läst 3 augusti 2011.
57. ↑  ”Mahasz Rádiós TOP 100 2010” (på ungerska). Mahasz. http://www.mahasz.hu/?menu=slagerlistak&menu2=eves_osszesitett_listak&id=radios&ev=2010. Läst 3 augusti 2011.
58. ↑  ”The Hot 100: Best of 2010” (på engelska). Billboard. Prometheus Global Media. Arkiverad från originalet den 24 juli 2012. https://archive.is/20120724090900/http://www.billboard.com/charts-year-end/hot-100-songs?year=2010%23/charts-year-end/hot-100-songs?year=2010. Läst 3 augusti 2011.
59. ↑  ”Pop Songs Music Chart: Best of 2010” (på engelska). Billboard. Prometheus Global Media. Arkiverad från originalet den 21 juli 2012. https://archive.is/20120721101509/http://www.billboard.com/charts-year-end/hot-pop-songs?year=2010%23/charts-year-end/hot-pop-songs?year=2010. Läst 3 augusti 2011.
60. ↑  ”Available For Airplay: 4/20 Rhythm Crossover” (på engelska). FMQB. Friday Morning Quarterback. Arkiverad från originalet den 8 juli 2014. https://www.webcitation.org/6QujmdbEt?url=http://www.fmqb.com/Article.asp?id=69239#210. Läst 2 augusti 2011.
61. ↑  ”Your Love Is My Drug (Single)” (på engelska). Sony Star. Sony Music Entertainment Korea Inc. Arkiverad från originalet den 16 oktober 2014. https://web.archive.org/web/20141016120721/http://www.sonymusic.co.kr/music/album.asp?albumid=103927. Läst 2 augusti 2011.
62. ↑  ”Kesha Your Love Is My Drug CD Single The Music Shop” (på engelska). The Music Shop. Arkiverad från originalet den 5 november 2013. https://web.archive.org/web/20131105070034/http://www.musicshop.com.au/kesha-your-love-is-my-drug-cd-single.html. Läst 2 augusti 2011.